# La main passe (film, 1936)
Pour les articles homonymes, voir La main passe (homonymie).
Pour plus de détails, voir Fiche technique et Distribution.
La main passe est un moyen métrage français réalisé par André Hugon, sorti en 1936. 

## Fiche technique
- Titre original : La main passe
- Réalisation : André Hugon
- Scénario : Georges Fagot
- Société de production : Les Productions André Hugon
- Pays d'origine : France
- Langue : français
- Format : Noir et blanc - 35 mm - 1,85:1 - Mono
- Genre :
- Durée : 45 minutes
- Date de sortie : 1936

## Distribution
- Pierre Larquey
- Milly Mathis
- Simone Héliard
- Pierre Bertin